# Shikyō

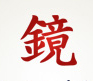
Il carattere giapponese per "specchio"

Lo Shikyō (四鏡? , letteralmente "Quattro specchi") è una denominazione collettiva per quattro importanti racconti storici (歴史物語?, rekishi monogatari) giapponesi dalla fine del periodo Heian fino alla fine del periodo Muromachi.
Delle opere, denominate anche kagami-mono (鏡物), fanno parte: l'Ōkagami (大鏡, "Grande specchio"), Imakagami (今鏡, "Specchio dell'oggi), Mizukagami (水鏡, "Specchio dell'acqua") e Masukagami (増鏡, "Specchio chiaro").
Similmente al Medioevo europeo, quando molte opere portavano nel titolo speculum, la parola latina per "specchio", lo specchio è entrato nella letteratura anche in Giappone. A differenza dell'Europa, dove lo specchio rappresenta simbolicamente la conoscenza di sé e la saggezza, le opere giapponesi riflettono piuttosto la situazione storica nell'antico Giappone. Il significato dello specchio in Giappone è evidente anche nel fatto che, come "Specchio sacro" (八咫の鏡) esso fa parte delle tre insegne imperiali.
Una peculiarità strutturale di tutti e quattro i racconti è che gli avvenimenti storici sono presentati in forma letteraria per la rinuncia a un narratore come un colloquio di due attempati interlocutori. Come altri rekishi monogatari sono scritti in alfabeto sillabico (katakana) mescolato con i kanji. Il suddetto ordine corrisponde all'ordine della loro composizione. Se si considerano i periodi temporali che sono oggetto delle quattro opere, deve essere messo prima il Mizukagami nel modo seguente: Mizukagami, Ōkagami, Imakagami e Masukagami. In particolare l'Ōkagami è designato anche esplicitamente come "Racconto sull'ordine delle generazioni" (yotsugi), il Masukagami come "Racconto ripetuto sull'ordine delle generazioni" (zoku yotsugi).
Tra il contenuto dell'Imakagami e del Masukagami mancano gli avvenimenti storici del tempo dei due Tennō Takakura e Antoku, che perse la vita nella battaglia di Dan-no-ura. Questi avvenimenti sono raccontati nei due rotoli (Maki) degli Iyayotsugi (弥世継), che tuttavia non appartengono ai "Quattro specchi".